# Viseense
| Era Eratema | Periodo Sistema | Periodo Sistema                 | Época Serie       | Edad Piso                    | Inicio, en millones de años |
| ----------- | --------------- | ------------------------------- | ----------------- | ---------------------------- | --------------------------- |
| Paleozoico  | Pérmico         | Pérmico                         | Pérmico           | Pérmico                      | 298,9±0,15                  |
| Paleozoico  | Carbo- nífero   | Pensil- vánico Pennsyl- vaniano | Superior/Tardío   | Gzheliense Gzheliano         | 303,7±0,1                   |
| Paleozoico  | Carbo- nífero   | Pensil- vánico Pennsyl- vaniano | Superior/Tardío   | Kasimoviense Kasimoviano     | 307,0 ±0,1                  |
| Paleozoico  | Carbo- nífero   | Pensil- vánico Pennsyl- vaniano | Medio             | Moscoviense Moscoviano       | 315,2±0,2                   |
| Paleozoico  | Carbo- nífero   | Pensil- vánico Pennsyl- vaniano | Inferior/Temprano | Bashkiriense Bashkiriano     | 323,4±0,4                   |
| Paleozoico  | Carbo- nífero   | Misisípico Mississi- ppiano     | Superior/Tardío   | Serpukhoviense Serpukhoviano | 330,3±0,4                   |
| Paleozoico  | Carbo- nífero   | Misisípico Mississi- ppiano     | Medio             | Viseense Viseano             | 346,7±0,4                   |
| Paleozoico  | Carbo- nífero   | Misisípico Mississi- ppiano     | Inferior/Temprano | Tournaisiense Tournaisiano   | 358,86±0,19                 |
| Paleozoico  | Devónico        | Devónico                        | Devónico          | Devónico                     | 419,62±1,36                 |
| Paleozoico  | Silúrico        | Silúrico                        | Silúrico          | Silúrico                     | 443,1±0,9                   |
| Paleozoico  | Ordovícico      | Ordovícico                      | Ordovícico        | Ordovícico                   | 486,8 ±1,5                  |
| Paleozoico  | Cámbrico        | Cámbrico                        | Cámbrico          | Cámbrico                     | 538,8±0,6                   |

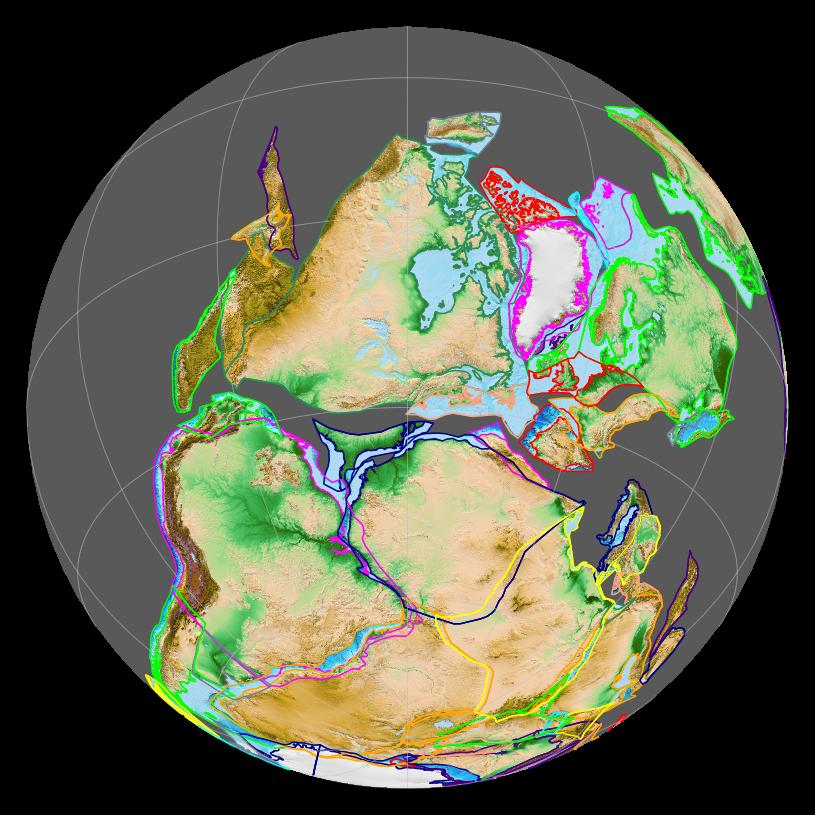
Paleogeografía al inicio del Viseense, hace 330 Ma.

El Viseense o Viseano es el segundo piso y edad del Misisípico en la escala temporal geológica. Sucede al Tournaisiense (Misisípico Inferior/Temprano) y precede al Serpukhoviense (Misisípico Superior/Tardío). Se inició hace unos 346,7 millones de años y terminó hace unos 330,3 millones de años.
El Viseense coincide, por definición formal de la Comisión Estratigráfica Internacional, con el Misisípico Medio o Mississippiano Medio, la segunda serie y época del Misisípico.
El Viseense se introdujo en la literatura científica como «piso de la Caliza de Visé» por el geólogo belga André Dumont en 1832, y posteriormente denominado piso Viseense por el  también geólogo belga Édouard Dupont en 1883. El nombre procede de la ciudad de Visé (provincia de Lieja, Bélgica).
Antes de ser utilizado como unidad cronoestratigráfica global, el piso Viseense formaba parte de la escala regional geológica europea, en la que sigue al piso Tournaisiense y es seguido por el Namuriense. En la escala regional de América del Norte, el piso Viseense correlaciona su parte superior con la inferior del Osageense, el Merameciense y el Chesteriense. En la escala geológica regional china, que se correlaciona con la serie Tatangiense inferior y medio.

## Sección estratotipo y punto de límite global (GSSP)
La sección estratotipo y punto de límite global (GSSP) para la base del Viseense está en la sección Pengchong en el distrito de Liubei (prefectura de Liuzhou, provincia de Guangxi, sur de China). Se caracteriza por la primera aparición del foraminífero bentónico Eoparastaffella simplex. El piso y el GSSP fueron aprobados por la Comisión Internacional de Estratigrafía y ratificados posteriormente por la Unión Internacional de Ciencias Geológicas en 2008.
El techo del Viseense se define por la base del Bashkiriense, pendiente de definir por la Comisión Internacional de Estratigrafía, que se caracteriza provisionalmente por la primera aparición del conodonto Lochriea ziegleri.

## Paleofauna
Uno de los tetrápodos que vivieron durante la edad Viseense fue Westlothiana, un anfibio similar a reptil, cuyos fósiles fueron encontrados en la cantera de East Kirkton (Escocia, Reino Unido).

## Biostratigrafía
El Viseense se divide en cuatro biozonas de conodontos:
- Zona Lochriea nodosa.
- Zona Lochriea mononodosa.
- Zona Gnathodus bilineatus.
- Zona Gnathodus texanus.

En estratigrafía británica, el Viseense se subdivide en cinco subpisos. Estos son de abajo arriba: Chadiense (la parte inferior de este subpiso cae en el Tournaisiense), Arundiense, Holkeriense, Asbiense y Brigantiense.